# حارة دياجون
زقاق دياكون (بالإنجليزية: Diagon Alley)‏ هي منطقة خيالية تقع في لندن تم ذكرها في الكتاب الأول من سلسلة هاري بوتر. يحوي هذا الزقاق على العديد من المحلات التجارية والخدمية المتخصصة في السحر وأدواته، ويحوي كذلك يحوي على حانة ليكي كولدرون وبنك كرينكوتس، مما يجعل هذا الزقاق الشريان الاقتصادي لعالم السحر والسحرة في بريطانيا. أخذت المؤلفة اسم الزقاق من الكلمة الإنكليزية (Diagonal).
أحد المداخل لزقاق دياكون عن طريق جدار سحري بالخلف من حانة ليكي كولدرون بالطرق عليه بطريقة معينة ليشكل مدخل يؤدي للزقاق. لا يستطيع العامة من رؤية هذا الزقاق ولكن باستطاعتهم الذهاب إليه بمرافقة أحد السحرة.

## وصلات خارجية
- الموقع الرسمي لسلسلة أفلام هاري بوتر